# Thokcha

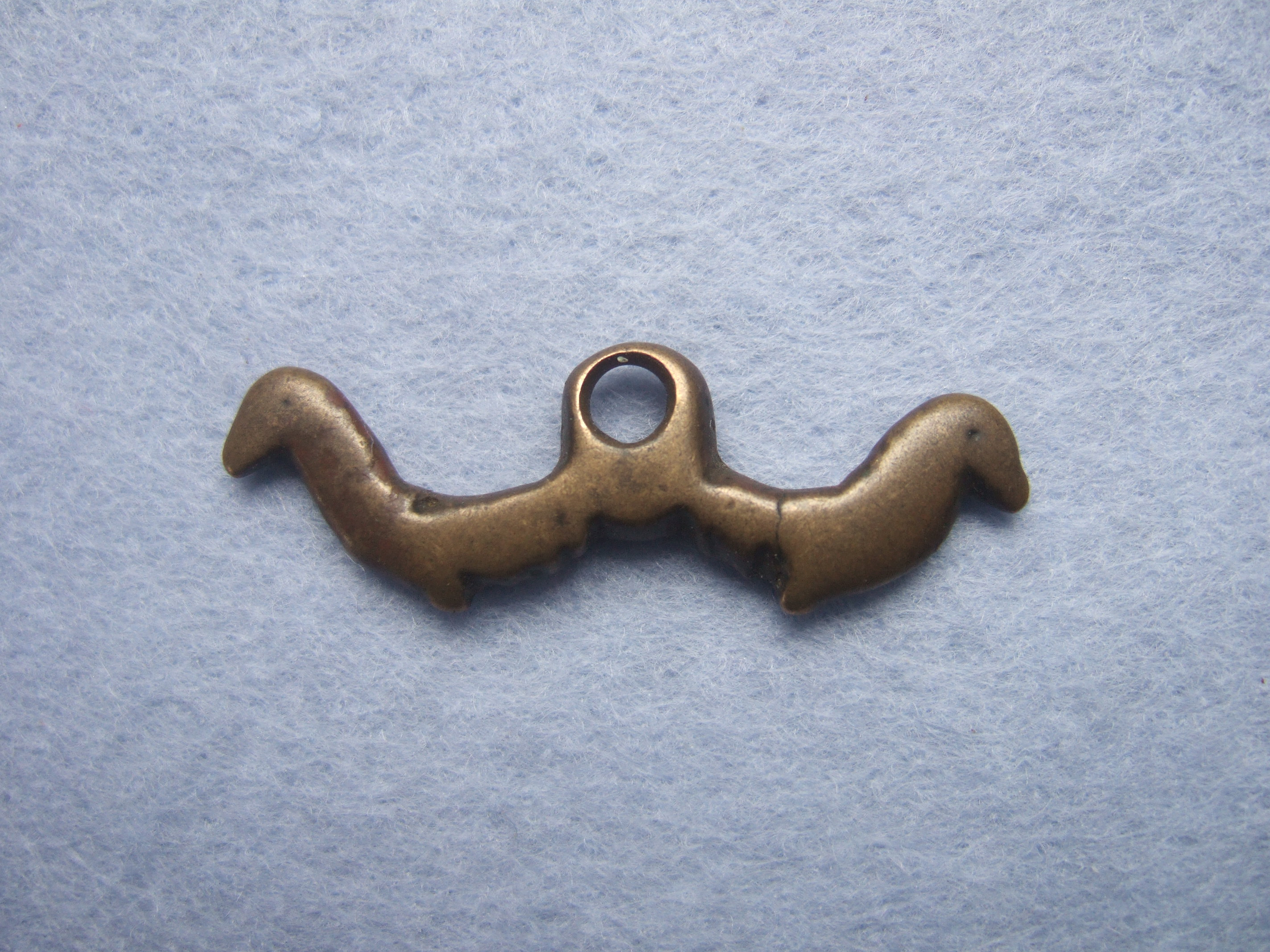
Tibetisches thokcha in Form eines kleinen Bogens. Solche Stücke dienten wohl ursprünglich als Instrument zum Auflösen von Knoten in den Ledergurten, mit denen die Lasten von Karawanentieren gesichert waren.

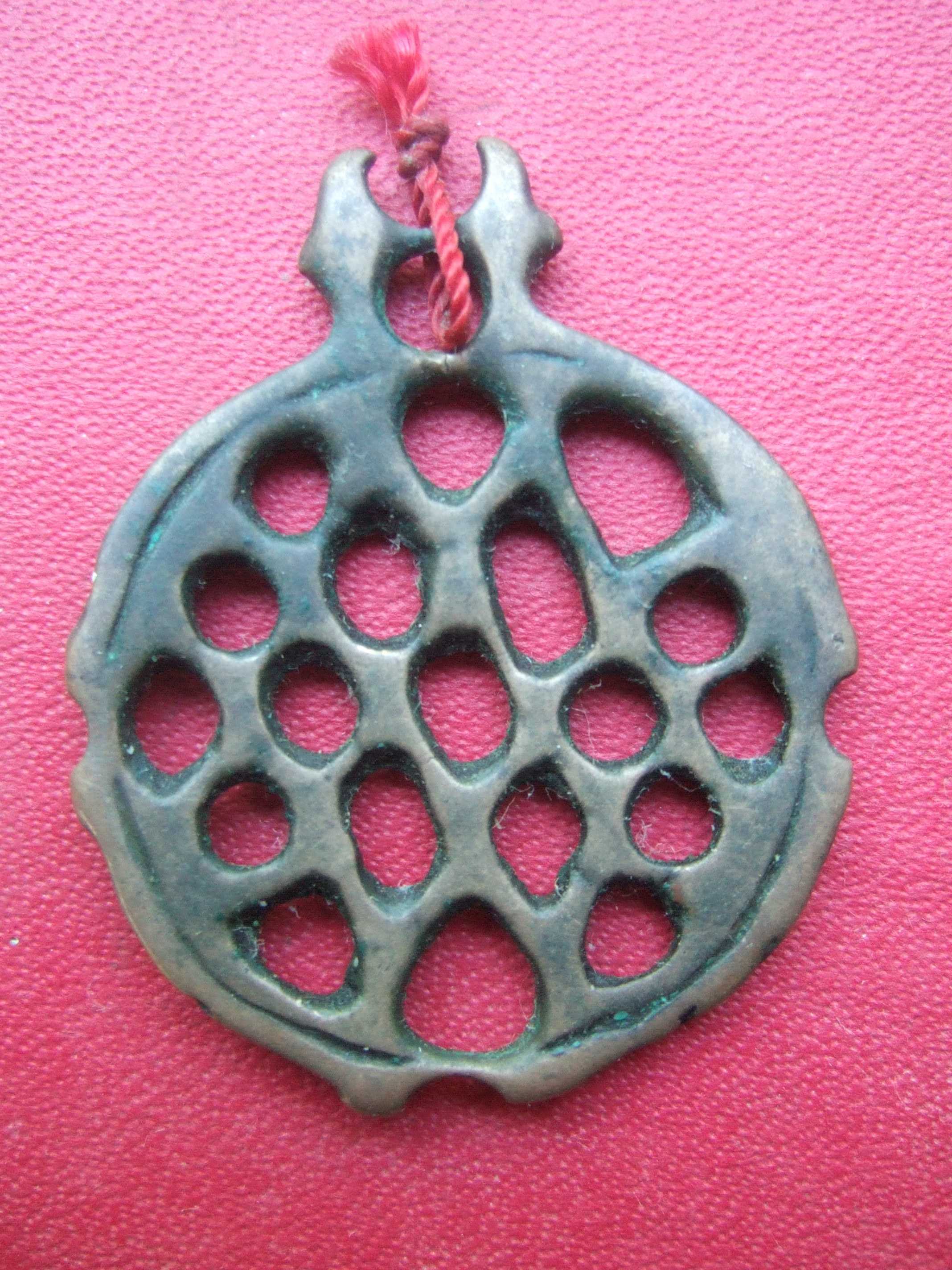
Tibetisches thokcha

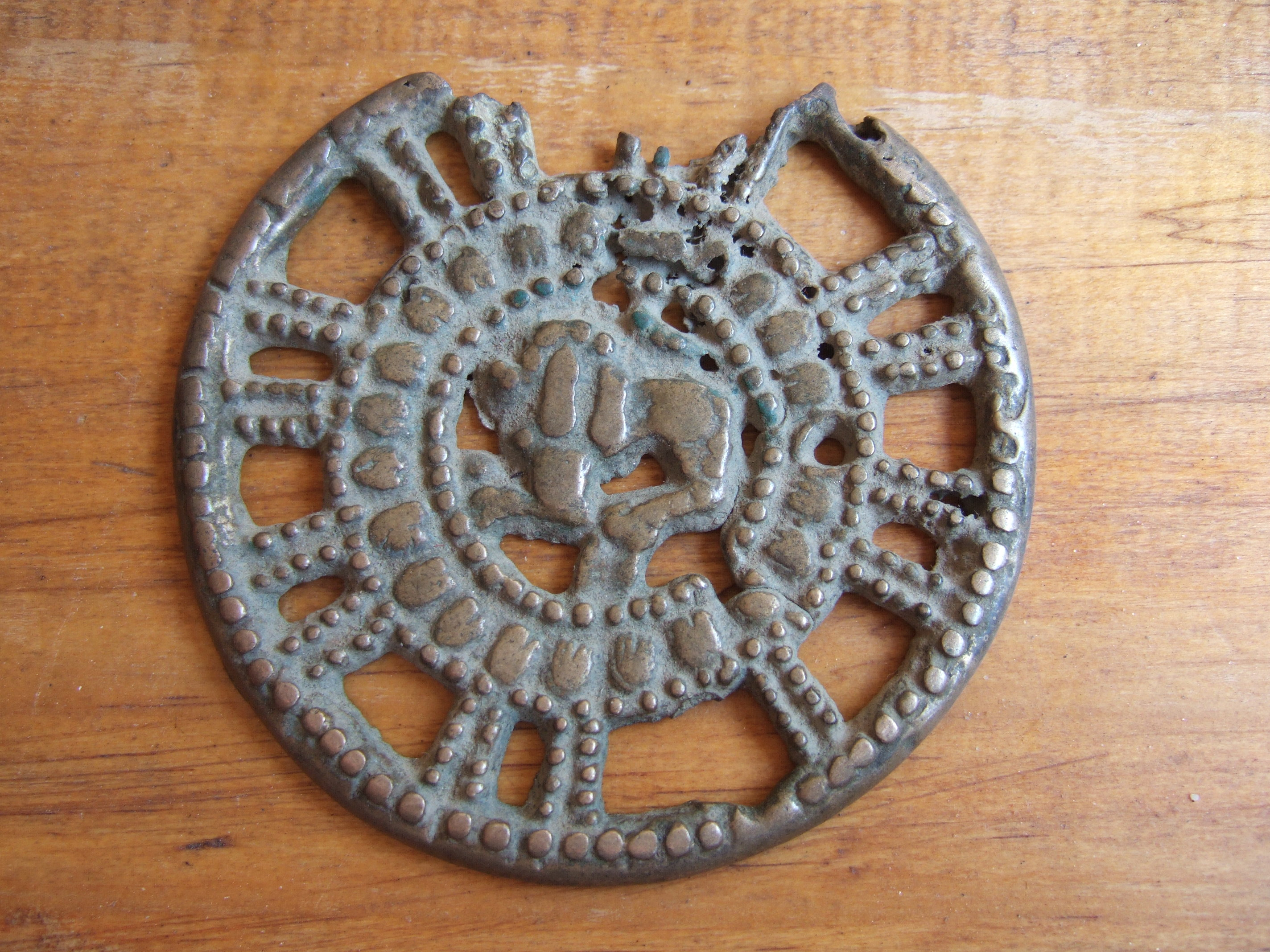
Tibetisches thokcha, einen kauernden Löwen inmitten eines Rades darstellend

Ein Thokcha (tib.: thog lcags; Aussprache: toktscha) ist ein antikes Objekt aus Metall, das in Tibet häufig als Amulett getragen wird. Den Thokchas werden mitunter „besondere Kräfte“ zugeschrieben; in dieser Hinsicht sind sie mit den tibetischen Dzi (tib.: gzi zhags; Halsketten) oder Malas ganz oder teilweise aus Dzi (geätzter Achat) vergleichbar.

## Alter
Man kann Thokchas grob in zwei Gruppen unterteilen. Die erste umfasst Objekte, die in vorbuddhistischer Zeit etwa zwischen 1000 v. Chr. und 900 n. Chr. entstanden sind, während die Thokchas der zweiten Gruppe auf Grund ihrer buddhistischen Motive der Zeit von um 700 bis um 1800 n. Chr. zugeschrieben werden. Einige der frühen Thokchas entstammen möglicherweise der noch wenig erforschten Zhang-Zhung-Kultur von Nordwest-Tibet.

## Verschiedene Typen von Thokchas
Thokchas sind Metallobjekte, die zwischen 2 und circa 15 cm lang sein können. Viele der frühen Thokchas hatten wohl ursprünglich praktische Verwendung und konnten Teile von Pferdegeschirr sein oder als Gürtelschnalle oder Fibeln gedient haben. Auch alte Pfeilspitzen konnten zu Thokchas werden. Eine große Anzahl von Thokchas stellen mythologische oder wirkliche Tiere dar oder Gottheiten aus der Bön-Religion oder dem Buddhismus in Tibet. Es gibt auch abstrakte Formen von Thokchas, deren Bedeutung noch unklar ist.

## Wortbedeutung und Volksglaube
Der Begriff Thokcha setzt sich aus zwei Worten zusammen: thog bedeutet „oben“, „zuerst“ oder „Donnerkeil“ und lcag wird mit „Eisen“ oder „Metall“ übersetzt. Die Bedeutung des ganzen Wortes kann somit als „ursprüngliches Metall“, „Metall von oben“ oder „Himmelsmetall“ bzw. „Meteoriten-Eisen“ wiedergegeben werden. Der tibetische Volksglaube nimmt an, dass Thokchas auf natürliche oder magische Weise entstehen, wenn ein Blitz mit der Erde in Berührung kommt. Wer ein Thokcha auf oder unter der Erde findet, dem wird ein besonderes Glück zuteil und er oder sie wird dieses Objekt sein Leben lang verehren und tragen. Es besteht auch die Volksmeinung, dass viele Thokchas aus dem Metall eines Meteoriten entstanden sind. Der größte Teil der Thokchas wurde jedoch von Künstlern aus einer Kupferlegierung als Amulett geschaffen. Sie sind meist mit einer Öse versehen, damit man sie mit einem Lederband am Hals tragen kann. Manche weisen mehrere Ösen auf, was darauf hindeutet, dass sie ursprünglich auf Kleidungsstücken oder auf Gebrauchsgegenständen wie Geldbörsen, Feuerzeugen oder Taschen aufgenäht waren.

## Bibliographie
- Toni Anninos: Tokches – Images of Change in Early Buddhist Tibet. In: Orientations. October 1998, S. 93ff.
- Toni Anninos: The Ancient Amuletts of Tibet - Thokcha. The Max Maxwell Collection, San Francisco 2000.
- John Vincent Bellezza: thog lcags. In: The Tibet Journal. vol. 19 (1), Dharamsala 1994, S. 92–97.
- John Vincent Bellezza: Thogchags:Talismans of Tibet. In: Arts of Asia. vol. 28, no. 3, May-June, 1998, S. 44–64.
- Gudrun John: Tibetische Amulette aus Himmelseisen - Das Geheimnis der Toktschaks. VML-Verlag, Raden/Westf. 2006, ISBN 3-89646-034-X.
- Tung-Kuang Lin: Antique Tibetan Thogchags and Seals. The Art of Tibet. Taipei 2003.
- Hans Weihreter: thog-lcags. Geheimnisvolle Amulette Tibets. Edition Kyung, Augsburg 2002, ISBN 3-938221-00-3.